# Gau de Pomerània
El Gau de Pomerània (Gau Pommern) va ser una divisió administrativa de l'Alemanya nazi de 1933 a 1945 a la província prussiana de Pomerània. Abans d'això, de 1925 a 1933, era la subdivisió regional del partit nazi en aquesta zona.
El sistema nazi de Gau (en plural Gaue) va ser establert originalment en una conferència del partit, el 22 de maig de 1926, per tal de millorar l'administració de l'estructura del partit. A partir de 1933, després de la presa de poder nazi, els Gaue va reemplaçar cada vegada més als estats alemanys com a subdivisions administratives a Alemanya.
Al capdavant de cada Gau es va situar un Gauleiter, una posició cada vegada més poderosa, especialment després de l'esclat de la Segona Guerra Mundial, amb poca interferència des de dalt. El Gauleiter local sovint ocupava càrrecs governamentals i de partit, i s'encarregava, entre altres coses, de la propaganda i la vigilància i, a partir de setembre de 1944, el Volkssturm i la defensa de la Gau.
La posició de Gauleiter a Pomerània va ser ocupada per Theodor Vahlen, de 1925 a 1927, Walter von Corswant, de 1927 a 1931, Wilhelm Karpenstein de 1931 a 1934, i finalment per Franz Schwede de 1934 a 1945. Karpenstein, va sobreviure a la guerra i va morir el 1968. El seu successor, Franz Schwede, va ser el primer membre del Partit Nazi per convertir-se en alcalde d'una ciutat alemanya, Coburg a Baviera, per la qual cosa va rebre, per Adolf Hitler, l'addició honorífica de "Coburg" al seu cognom. Schwede-Coburg, altament antisemita, va deportar els últims jueus de Pomerània a principis de 1940 i, per tant, van convertir el Gau en el primer Judenrein o lliure de jueus. Quan les forces soviètiques van arribar a Pomerània, va retardar l'ordre d'evacuació, abandonant així gran part de la població i els béns darrere de les línies enemigues. La seva insistència a enviar unitats de Volkssturm no entrenades a la batalla, va fer que Pomerània tingués la tercera posició més alta de víctimes dels Volkssturm, de tot els Gaue alemanys. Es va escapar de Pomerània, però va ser capturat per forces britàniques. Va ser enviat a la presó durant 10 anys el 1948 i va morir a Coburg el 1960.

## Gauleiters
- 1925-1927: Theodor Vahlen
- 1927-1931: Walter von Corswant
- 1931-1934: Wilhelm Karpenstein
- 1934-1945: Franz Schwede